# Dự án thủy điện vịnh James
Dự án thủy điện vịnh James (tiếng Anh: James Bay hydroelectric project; tiếng Pháp: projet hydroélectrique de la Baie-James) là một dự án phát triển thủy điện lớn đang được xây dựng ở phía bắc Québec, Canada. Dự án này do Hydro-Québec quản lý, khi hoàn thành sẽ bao gồm một loạt các đập thủy điện trên các sông chảy từ nội địa phía bắc Québec đổ vào vịnh James.
Dự án này được chia ra thành 4 giai đoạn hay tiểu dự án: 2 giai đoạn thuộc dự án sông La Grande, dự án sông Great Whale và dự án các sông Nottaway-Broadback-Rupert. Hai giai đoạn thuộc dự án sông La Grande đã hoàn thành. Nếu cả bốn giai đoạn được hoàn tất, tổ hợp này sẽ cung cấp 28 triệu kW (28.000 MW), một sản lượng điện tương đương với 25% lượng điện Canada hiện đang tiêu thụ. Tuy nhiên, một sản lượng lớn điện năng sẽ được bán cho các cơ sở ở New England. Dự án này gây tranh cãi lớn vì các tác động đến môi trường cũng như ảnh hưởng xã hội và việc xây dựng hai giai đoạn còn lại đã bị ngừng lại.
Québec đã chuyển qua nguồn thủy năng vào thập niên 1960 để giảm thiểu sự phụ thuộc vào dầu khí nhập khẩu. Với việc giá dầu mỏ tăng trong thập niên 1970, chính sách này càng có tầm quan trọng kinh tế. Dự án vịnh James đã được thủ hiến của Québec là Robert Bourassa thông báo năm 1971. Giai đoạn 1 và 2 bao gồm xây dựng các đập trên sông La Grande và chuyển hướng nước từ ba con sông: Eastmain, Opinaci và Caniapiscau vào La Grande. Giai đoạn 1 hoàn thành vào năm 1986 và phát gần 11.000 MW điện. Gai đoạn 2 hoàn thành vào năm 1996 và cho thêm 5.200 MW. Việc hoạch định dự án sông Great Whale bắt đầu vào năm 1989. Tuy nhiên nó đã bị dừng lại vì giá điện thấp và vấp phải phản đối từ các cộng đồng thổ dân cũng như các nhà hoạt động môi trường. Những người phản đối cho rằng các khu vực tự nhiên rộng lớn sẽ bị các đập ngăn nước và việc chuyển hướng dòng các sông này để tạo ra các hồ chứa nước phá hủy.